# Гуэррьери, Гвидо
Гвидо Гуэррьери (итал. Guido Guerrieri; род. 25 февраля 1996, Рим) — итальянский футболист, вратарь клуба «Царско село».

## Клубная карьера
Воспитанник «Лацио». Выступал за юношеские команды клуба. С 2012 года стал привлекаться к тренировкам с главной командой, став резервным вратарём. 31 октября 2012 года впервые попал в заявку на матч чемпионата Италии против «Торино», но на поле не появился.
11 июля 2016 года Гуэррьери на правах аренды перешёл в «Трапани», представлявший Серию B. Первую игру в его составе провёл 28 августа в гостях против «Новары» (2:2). Всего за клуб он провёл 19 матчей, в которых пропустил 25 мячей и заработал одну жёлтую карточку. По итогам сезона «Трапани» опустился в Серию C, а голкипер вернулся в «Лацио».
20 мая 2019 года Гвидо Гуэррьери дебютировал в составе римского клуба в Серии A. Во встрече 37-го тура с «Болоньей» он вышел на поле в стартовом составе. Во втором тайме в течение тринадцати минут он пропустил три мяча, а встреча завершилась вничью 3:3.

## Клубная статистика
| Выступление      | Выступление      | Выступление      | Лига | Лига | Кубки | Кубки | Конт. кубки | Конт. кубки | Итого | Итого |
| Клуб             | Лига             | Сезон            | Игры | Голы | Игры  | Голы  | Игры        | Голы        | Игры  | Голы  |
| ---------------- | ---------------- | ---------------- | ---- | ---- | ----- | ----- | ----------- | ----------- | ----- | ----- |
| Лацио            | Серия A          | 2018/19          | 1    | -3   | 0     | 0     | 0           | 0           | 1     | -3    |
| Лацио            | Итого            | Итого            | 1    | -3   | 0     | 0     | 0           | 0           | 1     | -3    |
| → Трапани        | Серия B          | 2016/17          | 17   | -23  | 2     | -2    | 0           | 0           | 19    | -25   |
| → Трапани        | Итого            | Итого            | 17   | -23  | 2     | -2    | 0           | 0           | 19    | -25   |
| Салернитана      | Серия B          | 2020/21          | 0    | 0    | 0     | 0     | 0           | 0           | 0     | 0     |
| Салернитана      | Итого            | Итого            | 0    | 0    | 0     | 0     | 0           | 0           | 0     | 0     |
| Всего за карьеру | Всего за карьеру | Всего за карьеру | 18   | -26  | 2     | -2    | 0           | 0           | 20    | -28   |